# Le Jeune Hitlérien Quex
Pour plus de détails, voir Fiche technique et Distribution.
Le Jeune Hitlérien Quex (allemand : Hitlerjunge Quex) est un film allemand de Hans Steinhoff de 1933. Ce film s’inspire de la mort de Herbert Norkus.

## Synopsis
Le jeune Heini Völker s'engage dans les Jeunesses hitlériennes malgré l'opposition de son père communiste (incarné par Heinrich George) et finit assassiné par des militants communistes.

## Distribution
- Jürgen Ohlsen (en) : Heini Völker
- Heinrich George : le père de Völker
- Berta Drews : la mère de Völker
- Claus Clausen : le colonel Kaß chef de la brigade Kass
- Rotraut Richter (en) : Gerda
- Hermann Speelmans (en) : Stoppel
- Hans Richter : Franz
- Ernst Behmer : Kowalski
- Hansjoachim Büttner : le docteur
- Franziska Kinz : l'infirmière
- Rudolf Platte : le chanteur de ballades
- Reinhold Bernt (en) : le crieur
- Hans Deppe : le marchand de meubles
- Anna Müller-Lincke (en) : le voisin de Völkers
- Karl Meixner (de) : Wilde
- Karl Hannemann (de) : l'épicier
- Ernst Rotmund : le sergent au bureau
- Hans Otto Stern : le barman
- Hermann Braun
- Heinz Trumper

## Commentaires
Commandé par Joseph Goebbels et tourné l'année même de l'arrivée au pouvoir des Nazis, ce fut l'un des premiers films marquants du cinéma de propagande nazie. L'anthropologue
Gregory Bateson a fait une analyse détaillée de ce film, le texte est republié, présenté, annoté et traduit par Christophe Granger en 2022.